# 片山津温泉芸妓検番

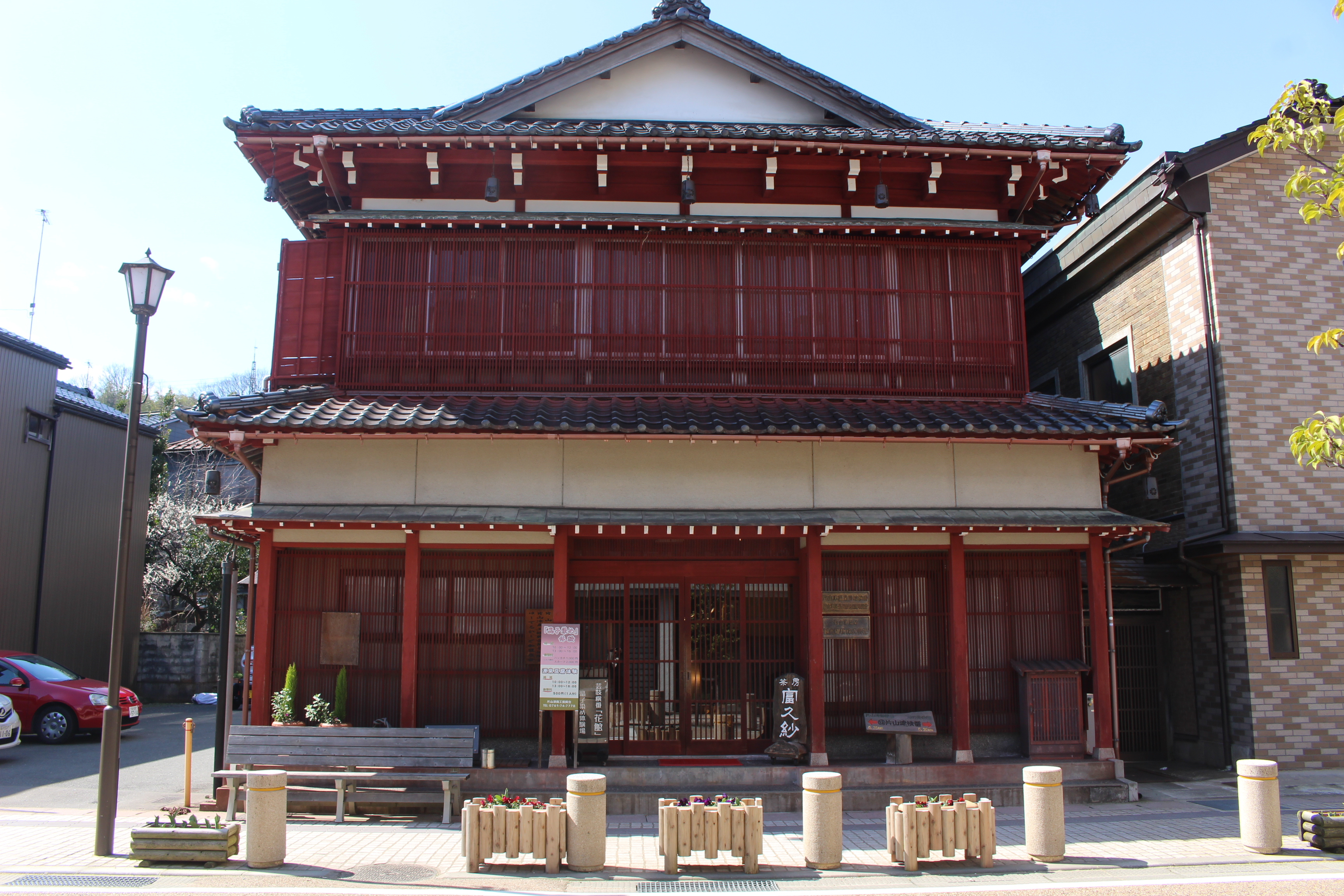
建物正面

片山津温泉芸妓検番（かたやまづおんせんげいぎけんばん）は、石川県加賀市片山津温泉に1920年（大正9年）に芸妓の練習の場として建てられた建物である。

## 概要
片山津温泉芸妓検番とは石川県加賀市片山津温泉に現存する大正時代に建てられた建物で、芸妓の稽古場や旅館への派遣拠点として使用されていた。市内の温泉地で芸妓検番が残っているのは片山津温泉のみ。
現在は片山津温泉観光協会、片山津商工振興会が事務所として利用している。
2024年2月公開の映画「レディ加賀」のロケ地にもなった。

## 歴史
1920年（大正9年）に、旅館や芸妓置屋、三区の有志60人の共同出資により「片山津温泉芸妓検番」の名称で会社が設立された。以降、芸妓検番は芸妓が芸事を習得するための稽古場として使われ、旅館からの要請に対応する取次窓口としての派遣拠点となっていた。窓口には名札があり、旅館からの要請に応じて取り次いでいた。
1965年（昭和40年）ごろには置屋が31軒あり、400人の芸妓が所属していた。置屋にはそれぞれ数名から20名ほどいた。福利厚生として芸妓さんの慰安旅行も実施していた。
賑やかな頃は多くの著名人が遊びに来ていた。
片山津温泉芸妓協同組合は1997年（平成9年）に解散した。

## 芸妓検番「花館」
芸妓検番は2000年（平成12年）9月に国庫の補助を受けて高齢者介護予防拠点として再生（改修）されたが、2階は当時のまま残されている。また改修後の名称は　「花館」と変更された。
正月を除きほぼ通年観光客を含め見学可能となっており、1階廊下と2階ホールで「白山の写真」や「片山津かるた」、「芸妓が使用していた衣類や楽器、小道具等」が展示されている。
1階では「源泉豆腐」「晶子染め」の体験場として個人・団体客を受け入れている。2階大ホールは音楽ライブや寄席、発表会、その他多彩な催事会場に利用されている。2023年には、映画『レディ加賀』で若女将がタップダンスを練習する場面で使用された。